# Cratere Ban Zhao
Ban Zhao è un piccolo cratere situato sulla superficie del pianeta Venere. Il cratere deve il suo nome a quello di Ban Zhao (in cinese 班昭T), storiografa e scrittrice cinese del I secolo.
Sorge a sud dei crateri Maria Celeste e Greenaway.